# Георгиос Андреадис
Георгиос Андреа Андреадис (на гръцки: Γεώργιος Ανδρεά Ανδρεάδης) е гръцки политик от Националния радикален съюз и Нова демокрация.

## Биография
Роден е в 1916 година в македонския град Лерин. Учи право в Солунския университет и започва да работи като адвокат през 1941 година. В 1951 година е избран за депутат от Гръцки сбор.
В периода 1955 - 1956 година е номарх на ном Еврос.
В 1956 година е избран за депутат от избирателен район Лерин-Костур от Националния радикален съюз и е преизбран със същата партия в избирателен район Лерин на изборите в 1958, 1961, 1963 и 1964 година.
След падането на диктатурата, е избиран за депутат от Лерин от Нова демокрация на изборите в 1974 година с 11 059 гласа. През декември 1974 година е избран за трети заместник-председател на Гръцкия парламент със 184 гласа. Отново с Нова демокрация е избран и на изборите в 1977 година с 8061 гласа. На изборите в 1981 година отново е кандидат за депутат, но печели само 5223 гласа и не е избран.
Умира в 2011 година.